# Pik Gorki
Der Pik (Maxim) Gorki (englisch Gorkova oder Gorkiy Peak) ist ein Berg im Tian Shan in Kirgisistan.

## Lage
Der 6050 m hohe Pik Gorki liegt im Bergkamm Tengritoo, der zwischen dem Nördlichen und Südlichen Engiltschek-Gletscher verläuft. Ein Berggrat führt in östlicher Richtung über den 5940 m hohen Pik Abalakow und den 6371 m hohen Pik Tschapajew zum 6995 m hohen Khan Tengri. Weiter westlich erhebt sich der 5561 m hohe Pik Sowetskoj Kirgisii.

## Namensherkunft
Der Berg wurde nach dem russischen Schriftsteller Maxim Gorki benannt.

## Besteigungsgeschichte
Der Pik Gorki wurde im Jahr 1962 erstbestiegen.
1972 gelang einer von V. Kotschetkow geführten kirgisischen Klettergruppe die erste Durchsteigung der Südsüdwestwand.

## Karten
- Blatt 0/15 Khan Tengri – Tien Shan, Kyrgyzstan, Alpenvereinskarte 1:100.000